# Northborough (condado de Worcester)
Northborough es un lugar designado por el censo ubicado en el condado de Worcester, Massachusetts, Estados Unidos. Según el censo de 2020, tiene una población de 6474 habitantes.
Forma parte del área metropolitana de Boston.

## Geografía
La localidad está ubicada en las coordenadas 42°18′43″N 71°38′52″O / 42.31194, -71.64778. Según la Oficina del Censo de los Estados Unidos, Northborough tiene una superficie total de 8.58 km², de la cual 8.51 km² corresponden a tierra firme y 0.07 km² son agua.

## Demografía
Según el censo de 2020, hay 6474 personas residiendo en Northborough. La densidad de población es de 761 hab./km². El 79.05% de los habitantes son blancos, el 1.25% son afroamericanos, el 0.17% son amerindios, el 9.38% son asiáticos, el 0.06% son isleños del Pacífico, el 2.35% son de otras razas y el 7.74% son de una mezcla de razas. Del total de la población, el 3.49% son hispanos o latinos de cualquier raza.